# Peter Hermann Becker

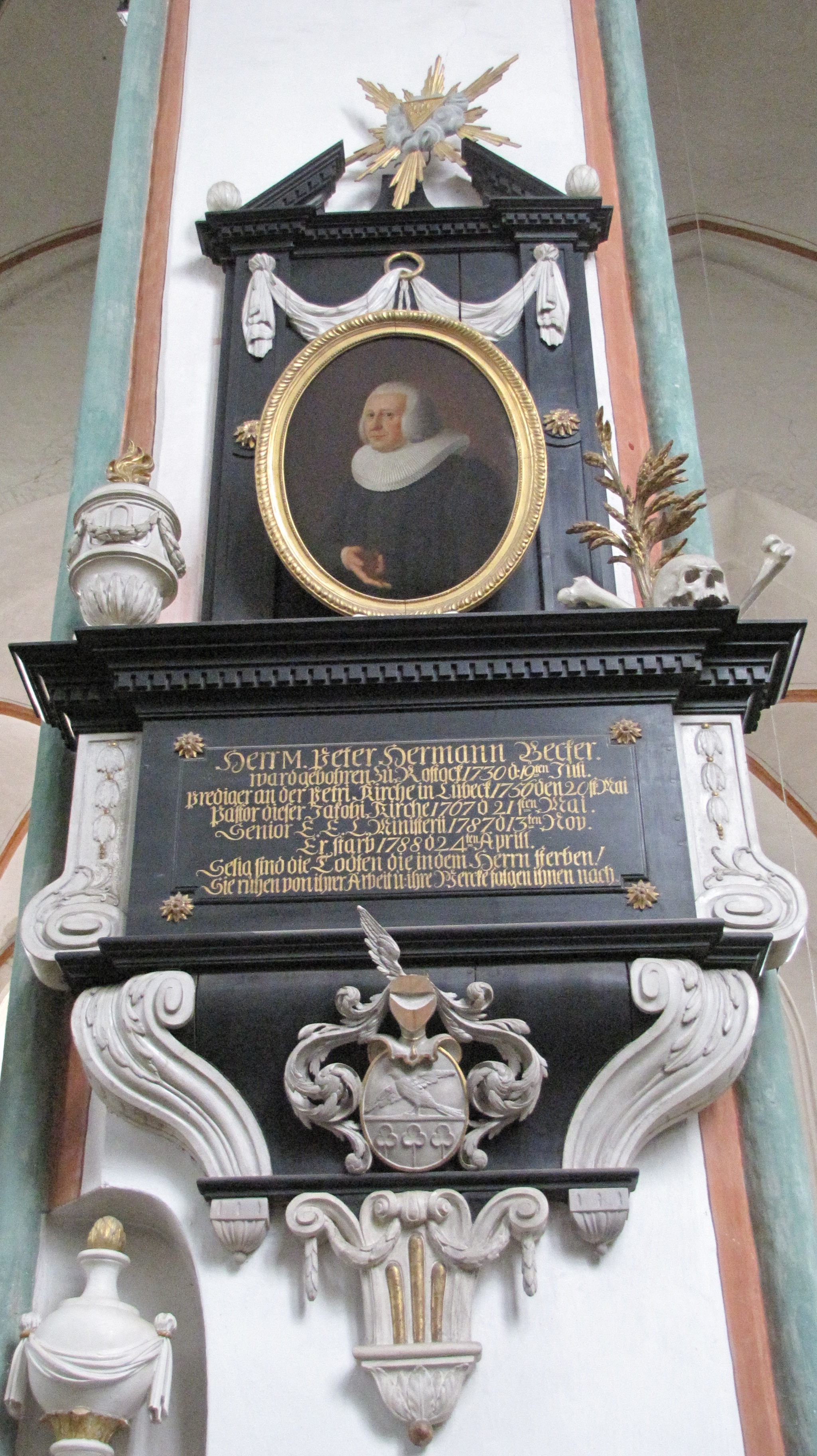
Epitaph Beckers in der Jakobikirche

Peter Hermann Becker (* 19. Juli 1730 in Rostock; † 24. April 1788 in Lübeck) war ein deutscher lutherischer Theologe und Senior des Geistlichen Ministeriums in Lübeck.

## Leben
Peter Hermann Becker entstammte einer Rostocker Familie von Hochschullehrern und Pastoren. Sein Vater Johann Hermann Becker wurde 1747 Professor an der Universität Greifswald und 1751 Pastor an der Lübecker Marienkirche. Seine schon 1747 gestorbene Mutter Johanna Magdalena, geb. Möller, war die Tochter des Amtmanns und Aufsehers der mecklenburgischen Salzwerke Valentin Möller und Schwester des Rostocker Pastors Otto Petrus Möller (1695–1746). Peter Hermann war das älteste Kind; von seinen beiden Brüdern folgte Heinrich Valentin Becker der Familientradition und wurde Professor der Theologie an der Universität Rostock, während Johann Rudolph Becker Verwaltungsjurist in Diensten der Hansestadt Lübeck wurde und auch als Schriftsteller und Historiker Bedeutung erlangte.
Becker wurde von Privatlehrern und Kollegen seines Vaters unterrichtet. Schon als 16-Jähriger wurde er Ostern 1746 an der Universität Rostock immatrikuliert. In Greifswald war er erstmals 1748 Respondent einer Disputation unter dem Vorsitz eines Vaters. Schon 1749 erlangte er hier den Magister-Grades aufgrund einer Disputation gemeinsam mit seinem Bruder, wiederum unter dem Vorsitz seines Vaters. Als dieser 1751 nach Lübeck berufen wurde, blieben die beiden Söhne zunächst noch in Greifswald im Haus des Rektors Hermann Jacob Lasius. Ostern 1752 erneuerte Peter Hermann Becker seine Immatrikulation in Rostock, ging aber dann nach einem kurzen Aufenthalt in Lübeck an die Universität Jena. 1754 war er Respondent einer Disputation über die Erbsünde unter dem Vorsitz von Johann Christoph Köcher. 1755 präsidierte er einer naturrechtlichen philosophischen Disputation über den erzwungenen Eid mit Balthasar Münter als Respondent, bezog die Wohnung des nach Kopenhagen berufenen Johan Ernst Gunnerus und begann, Lehrveranstaltungen zu halten. Statt einer akademischen Karriere rief ihn sein Vater jedoch nach Lübeck, wo er zunächst 1756 jüngster Prediger an der Lübecker Petrikirche und 1767 dann Pastor der Jakobikirche wurde.
1769 stellte er sich im (2.) Hamburgischen Theaterstreit auf die Seite des Bergedorfer Pastors Johann Ludwig Schlosser und damit gegen Johann Melchior Goeze.
1787 wurde Becker Senior des Geistlichen Ministeriums, konnte dieses Amt aber bis zu seinem Tode nur kurz wahrnehmen. Ludwig Suhl und Johann Daniel Overbeck schrieben ihm Gedächtnisschriften.
Seit 1759 war er verheiratet mit Elsabe Catharina, geb. Schmidt, der Tochter eines Lübecker Kaufmanns. Das Paar hatte 8 Kinder, von denen einige früh starben. Der älteste Sohn Johann Hermann Becker (* 1760) starb als Kandidat schon 1786. Gottlieb Arnold Becker (1764–1829) wurde 1788 Prediger und 1800 Hauptpastor der Jakobikirche. Von beiden sind Stammbücher (Freundschaftsalben) aus ihrer Studienzeit in Jena und Göttingen in der Stadtbibliothek Lübeck erhalten.

## Werke
- Disputatio Theologica De Vocatione Ministrorum Ecclesiae Speciali Vere Divina. [Gryphiswaldiae]: Struck 1748 (Digitalisat)
- Disputatio theologica De Virtute Baptisimi ad salutem vere effectiva ... / Praeses Iohann. Hermannus Becker ... et respondens fratres Petrus Hermannus Becker ... Henr. Valent. Becker ... praesidis filii. Gryphiswaldiae Typis Hieronymi Iohannis Struckii, 1749 (Digitalisat)
- Specimen Theologico-Polemicvm De peccati originalis existentia. Jena 1754 (Digitalisat)
- Beylage der von dem Hrn. Professor Nölting herausgegebenen Zwoten Vertheidigung des Herrn Pastor Schloßers. 1769 (Digitalisat)
- M. Peter Hermann Beckers Entwürfe seiner im Jahr 1776 gehaltenen Predigten über die evangelischen Texte. [s. l.]: [s. n.] (Druck: Lübeck : Green) 1776